# Prva hrvatska košarkaška liga 2007-2008
La Prva hrvatska košarkaška liga 2007-2008 è stata la 17ª edizione del massimo campionato croato di pallacanestro maschile. La vittoria finale è stata ad appannaggio dello Zadar.

## Risultati

### Stagione regolare

#### Prima fase
|     | Squadra         | G  | V  | P  | PF   | PS   | Diff | Pt. | Qualificazione |
| --- | --------------- | -- | -- | -- | ---- | ---- | ---- | --- | -------------- |
| 1.  | Cedevita        | 18 | 14 | 4  | 1586 | 1388 | +198 | 32  | poule scudetto |
| 2.  | Šibenka         | 18 | 14 | 4  | 1610 | 1486 | +124 | 32  | poule scudetto |
| 3.  | Brod            | 18 | 11 | 7  | 1487 | 1406 | +81  | 29  | poule scudetto |
| 4.  | Dubrava         | 18 | 11 | 7  | 1469 | 1409 | +60  | 29  | poule scudetto |
| 5.  | Zabok           | 18 | 9  | 9  | 1470 | 1466 | +4   | 27  |                |
| 6.  | Borik Puntamika | 18 | 8  | 10 | 1407 | 1416 | -9   | 26  |                |
| 7.  | Alkar           | 18 | 7  | 11 | 1383 | 1521 | -138 | 25  |                |
| 8.  | Kvarner Rijeka  | 18 | 7  | 11 | 1522 | 1621 | -99  | 25  |                |
| 9.  | Dubrovnik       | 18 | 6  | 12 | 1492 | 1582 | -90  | 24  |                |
| 10. | Osječki sokol   | 18 | 3  | 15 | 1403 | 1534 | -131 | 21  |                |

#### Seconda fase
|    | Squadra         | G  | V  | P  | PF   | PS   | Diff. | Pt. | Qualificazione |
| -- | --------------- | -- | -- | -- | ---- | ---- | ----- | --- | -------------- |
| 1. | Zara            | 14 | 13 | 1  | 1248 | 1049 | +199  | 27  | playoff        |
| 2. | Spalato         | 14 | 11 | 3  | 1309 | 1204 | +105  | 25  | playoff        |
| 3. | Cibona Zagabria | 14 | 10 | 4  | 1300 | 1147 | +153  | 24  | playoff        |
| 4. | KK Zagabria     | 14 | 10 | 4  | 1206 | 1111 | +95   | 24  | playoff        |
| 5. | Cedevita        | 14 | 6  | 8  | 1184 | 1217 | -33   | 20  |                |
| 6. | Šibenka         | 14 | 3  | 11 | 1194 | 1304 | -110  | 17  |                |
| 7. | Brod            | 14 | 2  | 12 | 1091 | 1324 | -233  | 16  |                |
| 8. | Dubrava         | 14 | 1  | 13 | 1047 | 1223 | -176  | 15  |                |

#### Poule retrocessione
|    | Squadra         | G  | V  | P  | PF   | PS   | PF/PS | Pt. | Qualificazione        |
| -- | --------------- | -- | -- | -- | ---- | ---- | ----- | --- | --------------------- |
| 1. | Borik Puntamika | 20 | 12 | 8  | 1584 | 1526 | +58   | 32  |                       |
| 2. | Dubrovnik       | 20 | 11 | 9  | 1687 | 1643 | +44   | 31  |                       |
| 3. | Zabok           | 20 | 11 | 9  | 1661 | 1648 | +13   | 31  |                       |
| 4. | Alkar           | 20 | 10 | 10 | 1574 | 1603 | -29   | 30  |                       |
| 5. | Kvarner Rijeka  | 20 | 9  | 11 | 1645 | 1668 | -23   | 29  |                       |
| 6. | Osječki sokol   | 20 | 7  | 13 | 1655 | 1718 | -63   | 27  | retrocessa in A2 Liga |

### Playoff
|  | Semifinali | Semifinali      | Semifinali |         |    | Finale | Finale | Finale |  |
|  |            |                 |            |         |    |        |        |        |  |
|  | 1.         | Zara            | 2          |         |    |        |        |        |  |
|  | 1.         | Zara            | 2          |         |    |        |        |        |  |
|  | 4.         | KK Zagabria     | 1          |         |    |        |        |        |  |
|  | 4.         | KK Zagabria     | 1          |         | 1. | Zara   | 3      |        |  |
|  |            |                 |            |         | 1. | Zara   | 3      |        |  |
|  |            |                 | 2.         | Spalato | 2  |        |        |        |  |
|  | 2.         | Spalato         | 2.         | Spalato | 2  | 2      |        |        |  |
|  | 2.         | Spalato         |            |         |    |        |        |        |  |
|  | 3.         | Cibona Zagabria | 1          |         |    |        |        |        |  |

| Prva hrvatska košarkaška liga 2007-2008 |
| --------------------------------------- |
| Zadar 2º titolo                         |

## Squadra vincitrice
| N° | Naz.                          | Ruolo | Sportivo           |  | Alt. |  |
| -- | ----------------------------- | ----- | ------------------ |  | ---- |  |
|    | Stati Uniti (bandiera)        | GA    | Shamell Stallworth |  | 195  |  |
|    | Croazia (bandiera)            | P     | Rok Stipčević      |  | 186  |  |
|    | Stati Uniti (bandiera)        | G     | Juby Johnson       |  | 198  |  |
|    | Croazia (bandiera)            | G     | Toni Prostran      |  | 181  |  |
|    | Macedonia del Nord (bandiera) | C     | Todor Gečevski     |  | 209  |  |
|    | Croazia (bandiera)            | AC    | Marino Šarlija     |  | 206  |  |
|    | Croazia (bandiera)            | C     | Jure Lalić         |  | 210  |  |
|    | Croazia (bandiera)            | AG    | Jere Macura        |  | 203  |  |
|    | Croazia (bandiera)            | AG    | Andrej Štimac      |  | 204  |  |
|    | Croazia (bandiera)            | AG    | Boris Barać        |  | 205  |  |
|    | Croazia (bandiera)            | C     | Pavle Marčinković  |  | 208  |  |
|    | Stati Uniti (bandiera)        | P     | Corey Brewer       |  | 183  |  |
|    | Croazia (bandiera)            | All.  | Aza Petrović       |  |      |  |